# Alcàntera de Xúquer
Alcàntera de Xúquer település Spanyolországban, Valencia tartományban. Alcàntera de Xúquer Beneixida, Càrcer, Xàtiva, Cotes, Gavarda, Llanera de Ranes és La Llosa de Ranes községekkel határos. Lakosainak száma 1425 fő (2024).

## Népesség
A település lakosságának változását az alábbi diagram mutatja:
| Lakosok száma | 1394 | 1380 | 1397 | 1444 | 1361 | 1350 | 1318 | 1291 | 1427 | 1425 |
|               | 2001 | 2004 | 2007 | 2009 | 2012 | 2014 | 2017 | 2019 | 2022 | 2024 |